# Завоювання й гірнича колонізація імперії ацтеків
Завоювання й гірнича колонізація імперії ацтеків

## Початок походу у Месоамерику
Конкістадор Ернан Кортес, призначений капітаном третьої (завойовної) експедиції в Мексику, висадився на мексиканський берег (квітень 1519 р.), а з часом затопив кораблі своєї ескадри, унеможливлюючи таким чином відступ конкістадорів і утверджуючи для них нову вітчизну, яку ще треба було вибороти у войовничих ацтеків. Уже перші дари, які імператор ацтеків Монтесума II відправив Кортесу через своїх послів, захопили іспанців перспективою оволодіння небаченими скарбами. Біограф Кортеса К. Дюверже писав з цього приводу: «Золото постало у всіх можливих варіантах: розкішні прикраси та ритуальні предмети свідчили про високий художній талант мексиканських золотарів, а масивний сонячний диск із золота ще більше розпалював апетити іспанців. Тут були кулони, щипчики, намиста, сережки, зливки, самородки, золотий пісок, насипаний у порожнисті стержні цінних пір'їн, — словом усе, що могло розпалити уяву конкістадора».

## Завоювання імперії ацтеків
Завоювання імперії ацтеків і створення на їх землях Нової Іспанії мало характер гострого військового протистояння, перемога в якому дісталася Кортесу значною мірою завдяки підтримці численних індіанських племен, що ворогували з ацтеками. Вилучені величезні багатства (особливо в столиці Теночтітлані, яка на момент захоплення була одним із найбільших і найбагатших міст на землі) передавалися іспанському королю. Загалом «добування» коштовних металів спочатку було розбійницьким пограбуванням самобутніх індіанських цивілізацій, повсюдне вилучення обрядового начиння, оздоблення палаців, храмів і гробниць, ювелірних виробів у населення. Але це не могло тривати вічно. З часом розпочиналась розвідка родовищ, причому основною «пошуковою ознакою» слугувала наявність золота та срібла у мешканців тих чи тих районів, а також покази місцевого населення. Видобуток здійснювали робочою силою індіанців чи ввезених африканців, причому варто подиву те, що загони з кількох сотень іспанців організовували гірничі роботи із залученням десятків тисяч невільників. Перші професійні гірники та спеціалісти-золотарі прибули на Еспаньйолу 1504 р. разом з Ернаном Кортесом, але більшість гірничих розробок довгий час залишалися на рівні примітивного виробництва.

## Гірнича колонізація імперії ацтеків
Уже 1522 р., через рік після падіння імперії ацтеків, іспанці почали розробку багатих на срібло і золото поліметалічних родовищ Пахука та Реаль дель Монте поблизу Мехіко. Головна жила родовища Пахука була простежена більш ніж на 15 км і сягала товщини 4,8 м. Паралельні жили створювали систему, поєднану діагональними прожилками. Рудні поклади були витягнуті за простяганням більш ніж на 900 м. Крім срібла, тут добували свинець та золото. Один із перших підземних рудників срібла було засновано іспанцями 1525 р. на території сучасного мексиканського штату Халіско (центральний захід країни). 1543 р. було відкрито надзвичайно багатий рудний район Гуанахуато, що лежить на північному заході за 400 км від Мехіко. Срібно-золотій гідротермальній мінералізації тут підпали потужні гірські розломи Вета-Мадре з довжиною за простяганням 24 км, Сьєрра — 13 км та Ла-Лус — 8 км. Рудні тіла представлені жилами у вигляді потужних плит, лінз і штокверків, що падають під кутом 400—650. Вета-Мадре (ісп. «материнська жила») вважається однією з найбільших срібних жил світу. В північно-західній частині вона навіть вважалась пластовою, сягаючи суцільної товщини на руднику Валенсіана близько 150 м. В інших місцях жили товщиною від 1,5 до 10 м також частково поєднувалися між собою за падінням і простяганням. Упродовж майже 400 років експлуатації рудників Гуанахуато тут було добуто 32 тис. т срібла й 130 т золота.
1591 р. було відкрито потужне мексиканське родовище срібла Сан-Луїс (Центральна Мексика), багатий видобуток якого дозволив вже за кілька років заснувати в місті рудокопів один із перших університетів Америки. З 1600 р. експлуатується багате гідротермальне родовище Ель-Оро (Північно-Західна Мексика), на якому було видобуто близько 170 т золота.
Формально родовища й копальні належали іспанській короні, але практично ними володіли першовідкривачі, сплачуючи в королівську скарбницю п'яту частину видобутку. Такий підхід значною мірою стимулював пошуки та експлуатацію нових родовищ. У перші роки після завоювання Мексики в грошовому обігу перебували шматочки срібла, які відповідали за вагою іспанським монетам. З іспанської «вага» — «песо». Ця назва закріпилася за грошовою одиницею Іспанії та Мексики, а пізніше — і в інших іспанських колоніях. 1536 р. в Мехіко було розпочато карбування монет. Примітно, що в період між 1536 та 1888 рр. на 11 монетних дворах Мексики було викарбувано близько 3 млрд срібних мексиканських песо, значна частина яких послужила монетним дворам Європи за матеріал для карбування власних монет.